# Águas Formosas (kommun)
Águas Formosas är en kommun i Brasilien.   Den ligger i delstaten Minas Gerais, i den sydöstra delen av landet, 800 km öster om huvudstaden Brasília. Antalet invånare är 18 482.
Följande samhällen finns i Águas Formosas:
- Águas Formosas

Omgivningarna runt Águas Formosas är huvudsakligen savann. Runt Águas Formosas är det ganska glesbefolkat, med 21 invånare per kvadratkilometer.